# Felix Lohkemper
Felix Lohkemper (Wetzlar, 26 gennaio 1995) è un calciatore tedesco, attaccante del Waldhof Mannheim.

## Caratteristiche tecniche
È un centravanti.

## Carriera

### Club
Dopo diversi anni in vari club della terza divisione tedesca, nella stagione 2018-2019 ha segnato 6 reti in 29 presenze in seconda divisione con il Magdeburgo, club con cui nella stagione precedente aveva vinto il campionato di terza divisione. Si trasferisce poi al Norimberga, con cui continua a giocare in seconda divisione.

### Nazionale
Nel 2014 ha vinto gli Europei Under-19.
Nel 2015 è stato convocato dalla nazionale Under-20 tedesca per disputare i Mondiali di categoria.

## Palmarès

### Club

#### Competizioni nazionali
- 3. Liga: 1

Magdeburgo: 2017-2018

### Nazionale
- Campionato d'Europa Under-19: 1

Ungheria 2014